# Большой дворец (Константинополь)

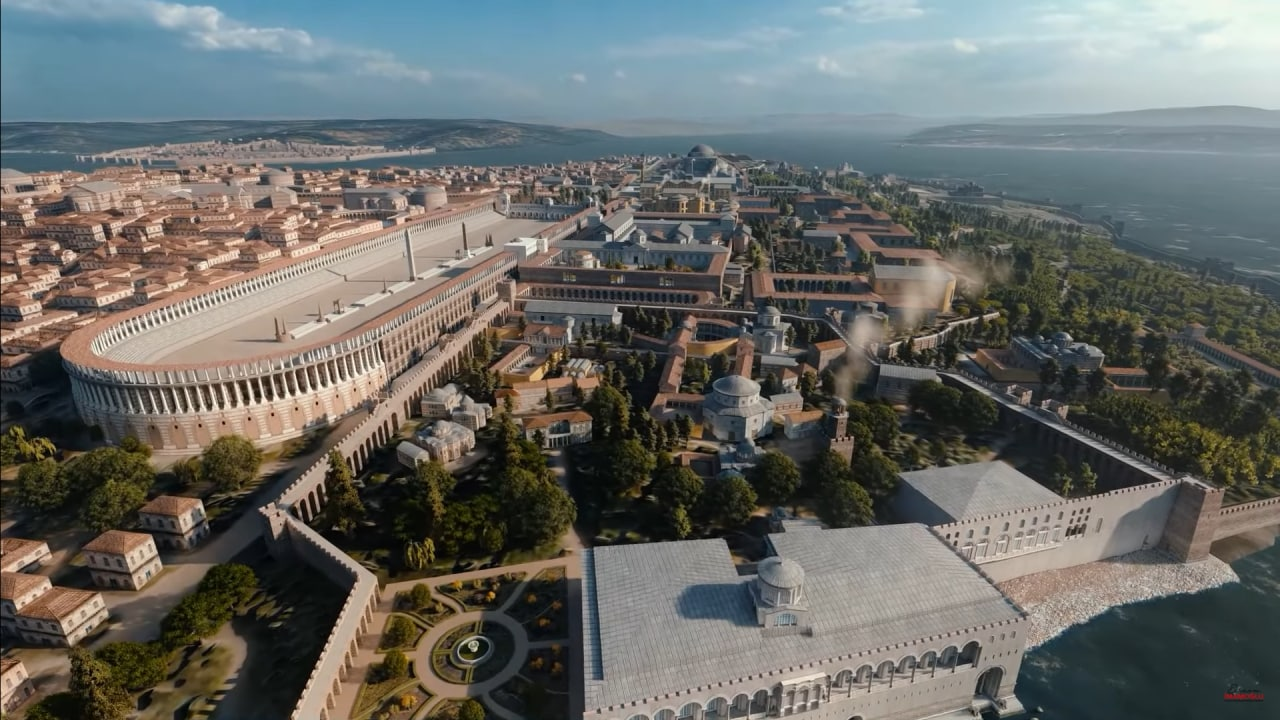
Ипподром, Большой дворец и Вуколеон в византийскую эпоху (реконструкция)

Большой дворец (греч. Μέγα Παλάτιον, Méga Palátion; лат. Palatium Magnum) или Священный дворец (греч. Ἱερὸν Παλάτιον, Hieròn Palátion; лат. Sacrum Palatium) — дворцовый комплекс в Константинополе, главная резиденция византийских императоров с 330 по 1081 годы. Был заложен Константином Великим между Ипподромом и Святой Софией, перестроен Юстинианом и расширен Феофилом. Детей императора, рождённых в Порфирном зале дворца, называли порфирородными. 

## Дворец при Юстиниане

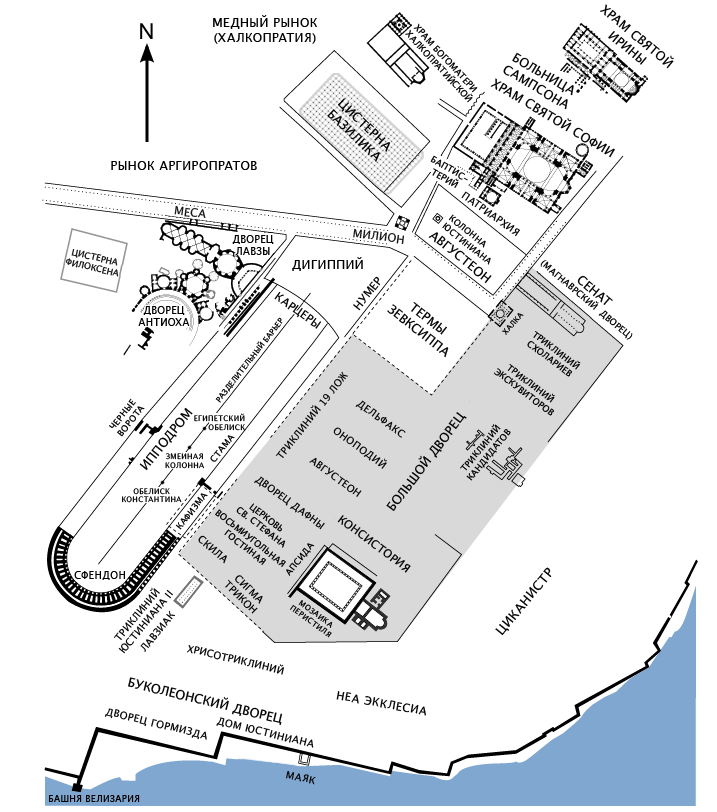
Карта центра Константинополя. Расположение строений Большого дворца показано согласно письменным источникам. Сохранившиеся постройки выделены чёрным

К сооружению дворцового комплекса Юстиниан приступил вскоре после восстания Ника, в ходе которого при пожаре пострадала значительная часть построек старых императорских палат Константина. Центральной частью священных палат являлась большая площадь — Августеон, простиравшаяся от храма святой Софии до дворца. С четырёх сторон площадь окружали постройки — храм св. Софии на севере, Термы Зевксиппа и Ипподром на юго-западе, на востоке Сенат и Магнаврский дворец, и на юге императорская резиденция.
После пожара Августеон был расширен и украшен белыми портиками, поддерживаемыми двумя рядами колонн, земля была выстлана мрамором. На площади неподалёку от Золотой колонны, от которой расходились дороги империи, была возведена бронзовая колонна, увенчанная конной статуей Юстиниана. Прокопий пишет, что император был представлен с лицом, обращённым к востоку, с державой в левой ладони и протянутой правой рукой, «дабы повелевать варварам». Император был облачён в доспехи, в которых обычно изображался Ахилл.

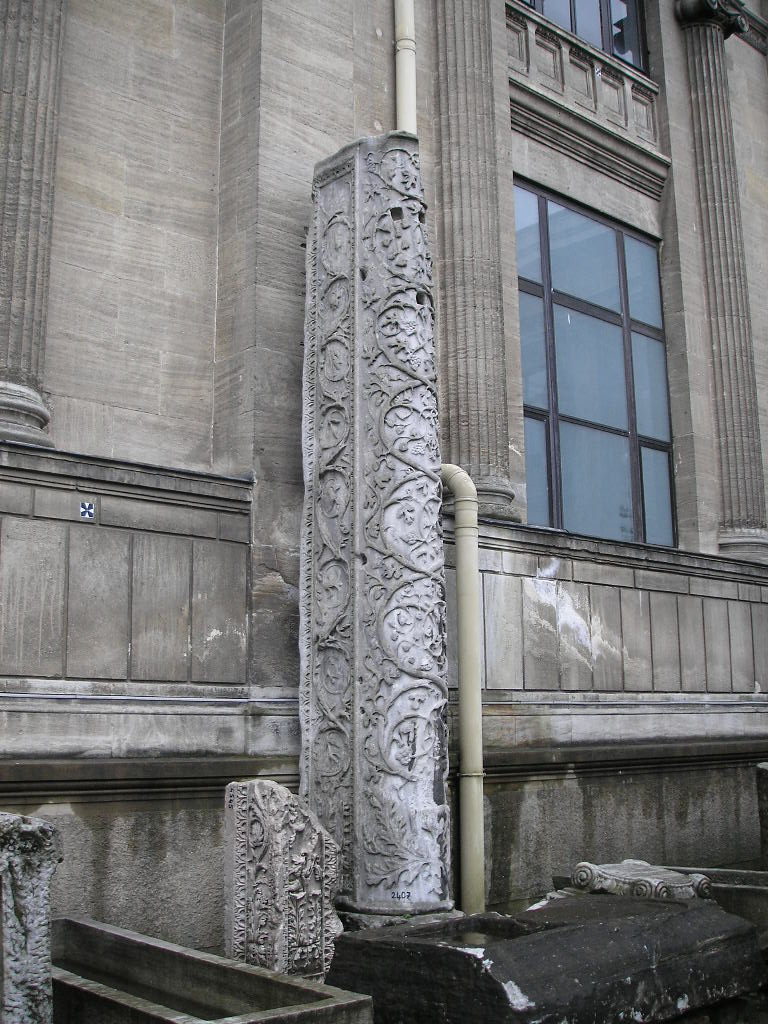
Один из пирсов Большого дворца, ныне находящийся во внутреннем дворе Стамбульского археологического музея

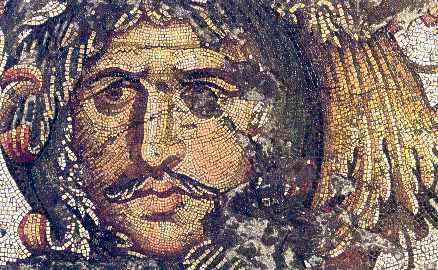
Поверженный вождь варваров, напольная мозаика VI века

Перед зданием Сената был выстроен портик с шестью беломраморными колоннами, украшенный статуями. В термах Зевксиппа, где Константин собрал коллекцию античных статуй, Юстиниан приказал восстановить разноцветные мраморные орнаменты, пострадавшие в пожаре. Императорская резиденция была отстроена заново с пышностью, которую, по словам Прокопия, невозможно передать словами. С юго-западной стороны под портиками находились железные двери, которые вели в сени, называемые Халкой. Войдя в двери, посетители проходили полукруглым двором в большую залу с куполом, который Юстиниан вторично перестроил в 558 году. Пол был сделан из цветного мрамора, окаймляющего большую круглую плиту из порфира. Панели стен тоже были из цветного мрамора. По верху располагались большие мозаичные полотна, изображавшие Юстиниана и Феодору в праздничных одеждах в окружении сенаторов, сцены вандальской и итальянской войн, триумф Велисария, представляющего побеждённых королей императору.
Двустворчатая бронзовая дверь вела из ротонды Халки в караульные помещения, называемые портиками схолариев, протекторов и кандидатов. Это были обширные залы, служившие помещениями для дворцовой стражи, и, кроме того, они включали парадные комнаты, в одной из которых находился под куполом большой серебряный крест. Наконец, посредством широкой аллеи, окаймленной колоннами и прорезающей квартал гвардейцев, попадали в сам дворец, где прежде всего вступали в большой Консисторион. Это был тронный зал, в который с трёх сторон вели двери из слоновой кости, задрапированные шелковыми занавесями. Стены были украшены драгоценными металлами, пол убран коврами. В глубине залы на трехступенчатом возвышениями между двумя статуями Виктории с распущенными крыльями находился трон, покрытый золотом и драгоценными камнями. Над троном возвышался золотой купол, поддерживаемый четырьмя колоннами. Позади трона три бронзовые двери открывались на лестницы, которые вели во внутренние покои.
Приём в Консисторионе проводился в дни больших праздников, при назначении высших сановников и встрече иностранных послов. Рядом с Консисторионом находился большой Триклиниум или Триклиниум девятнадцати лож. Это был большой роскошно убранный зал, в котором устраивались пиры в честь иностранных послов или высоких сановников, также в Триклиниуме проводились некоторые церемонии, как  коронование императрицы, прощание с покойным императором. Рядом находилась церковь Спасителя служившая во времена Юстиниана дворцовой церковью. Весь описанный комплекс был одноэтажным и назывался Халкеи, все строения которой фасадами были направлены в сторону Августеона. Позади апартаментов Халкеи возвышался большой дворец Дафна. Комплекс Халкеи связывали с дворцом множество аллей, дворов и галерей.
Вход во дворец находился против юго-восточных ворот ипподрома. Дворец был двухэтажным и имел два крыла, которые окружали большой двор, часть которого занимал личный манеж императора. Первый этаж строений занимали придворные службы. На втором этаже находились личные покои императора, в том числе самые роскошные залы палат. Это были три залы — «триклиниум Августеос», «восьмиугольная гостиная» и «коитон Дафны». Залы дополнялись широкой террасой с которой открывался вид на море. Терраса являлась частью галереи Дафны, в которой находилась статую нимфы, которую привез Константин из Рима. С другой стороны находилась галерея, соединявшая церковь Св. Стефана, Дафну с ложей императора на ипподроме «Кафизмой», которая представляла собой дворец, где позади ложи находились комнаты для приёмов и отдыха. В этой части Палат, как и в Халкеи находились только приемные и служебные помещения. Для жилья использовались два дворца находившиеся между Дафной и морем — «Хризотриклиниум» и «Трикон». Описания их убранства не сохранилось.
Комплекс священных палат дополнял уединённый «триклиниум Магнавара», отреставрированный Юстинианом с большим великолепием. Ко дворцу были пристроены галереи, соединившие его со Св. Софией. Таким образом, император мог, не покидая своего дома, перейти из ипподрома в церковь. В завершение всего, Юстиниан включил в расширенный комплекс дворцовых построек свой старый дом, в котором жил до воцарения.

## В последующие эпохи

Здание Университета (на переднем плане) незадолго до сноса в 1934 году

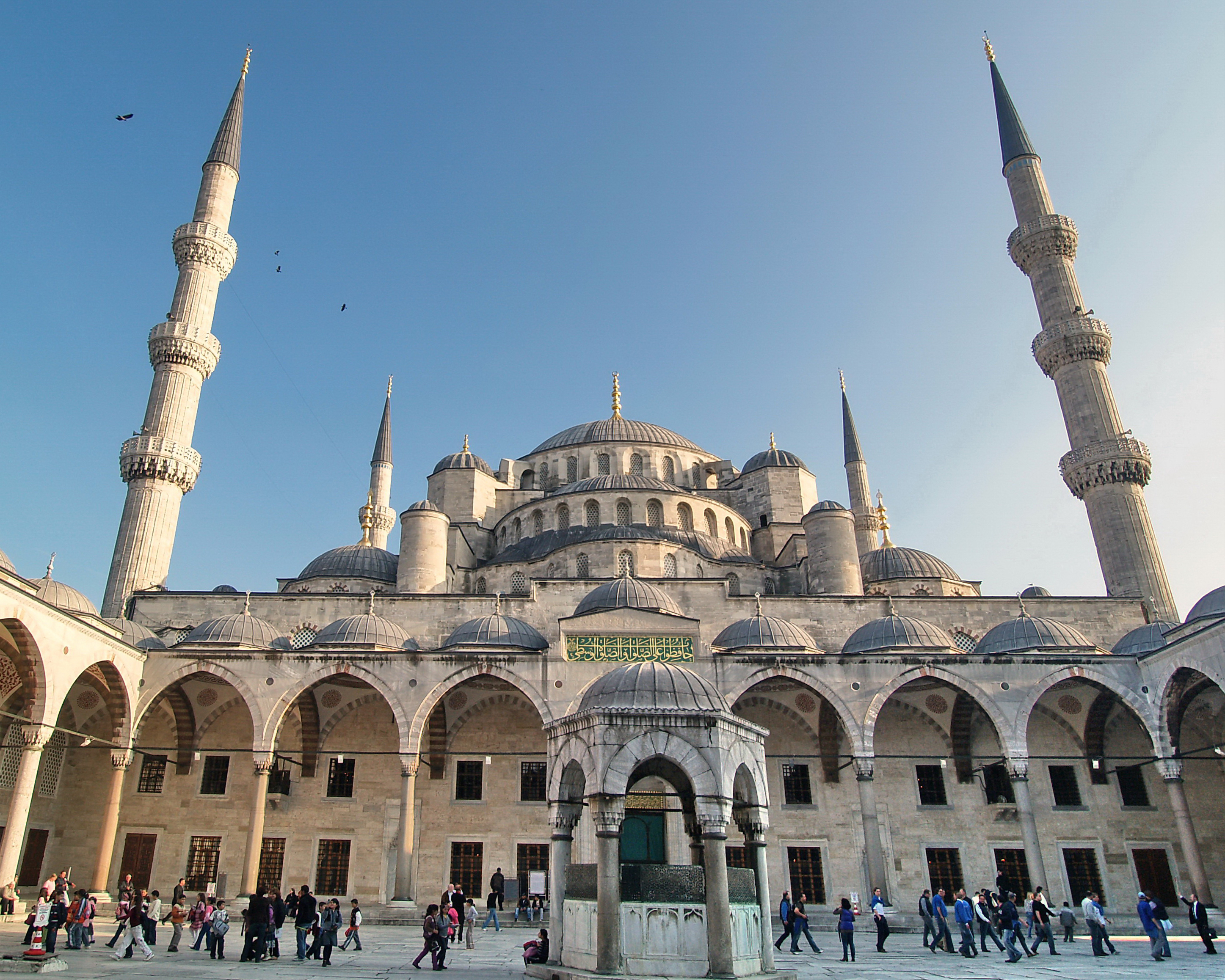
С начала XVII века на территории дворца высится Голубая мечеть

К XI веку дворцовый комплекс включал в себя множество построек разных эпох, разбросанных по площади в 20 тыс. кв. футов. Императоры династии Комнинов оставили его ради Влахернского дворца, а во время Палеологов он и вовсе пришёл в запустение. Последним его обитателем был латинский император Балдуин II, который из-за нужды был вынужден демонтировать и продать свинцовую кровлю дворца.
Все дворцовые сооружения были постепенно снесены после падения Константинополя в 1453 году. Величественная и богато убранная дворцовая церковь была приспособлена под пороховой склад, который взлетел на воздух в 1490 году. В несколько лучшем состоянии дошёл до нашего времени расположенный к югу Буколеонский дворец.
На месте южного крыла дворца с 1609 по 1616 год была возведена Голубая мечеть.
На месте северного крыла дворца с 1845 по 1854 год было возведено здание Университета (tur.). Это было трехэтажное здание в стиле неоренессанс, которое оказало большое визуальное влияние на городской характер Константинополя. Проектировщиком здания был швейцарский архитектор Гаспаре Фоссати (1809—1883), который также отвечал за масштабную реставрацию собора Святой Софии. В1854 здание вместо университета было передано Министерству финансов Османской империи, а затем Министерству юстиции. Позже он также использовался Османским парламентом и, наконец, служил Дворцом правосудия. Здание был уничтожено пожаром в 1933 году.
При разборе завалов после пожара были обнаружено несколько фрагментов Большого императорского дворца — тюремные камеры, захоронения и залы с мозаичным полом IV—V веков. В ходе последующих раскопок была вскрыта четверть его территории. Обнаруженные мозаики были перенесены в специально учреждённый Музей мозаики Большого дворца (Great Palace Mosaic Museum).

## Мозаики времён Юстиниана

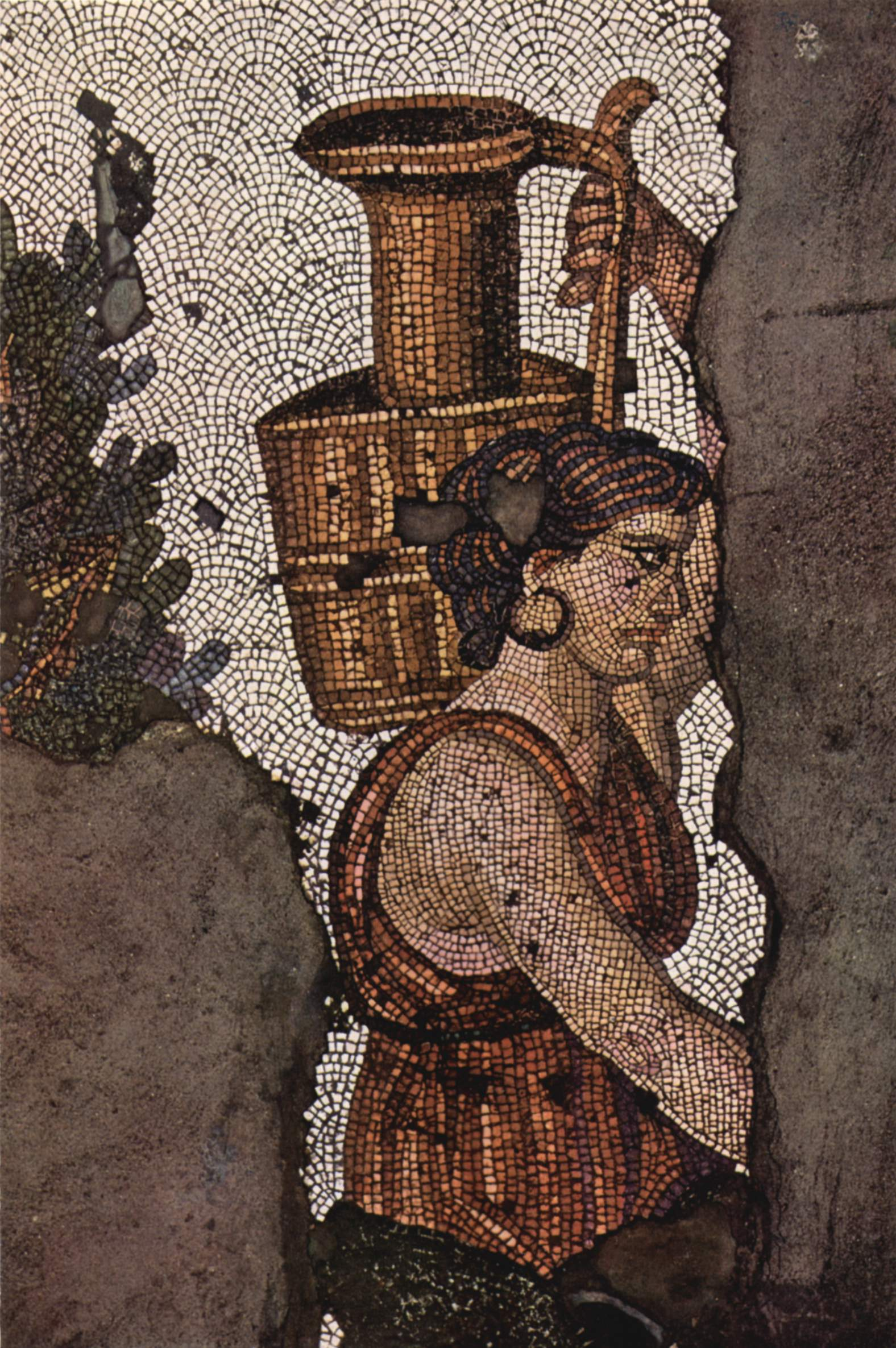
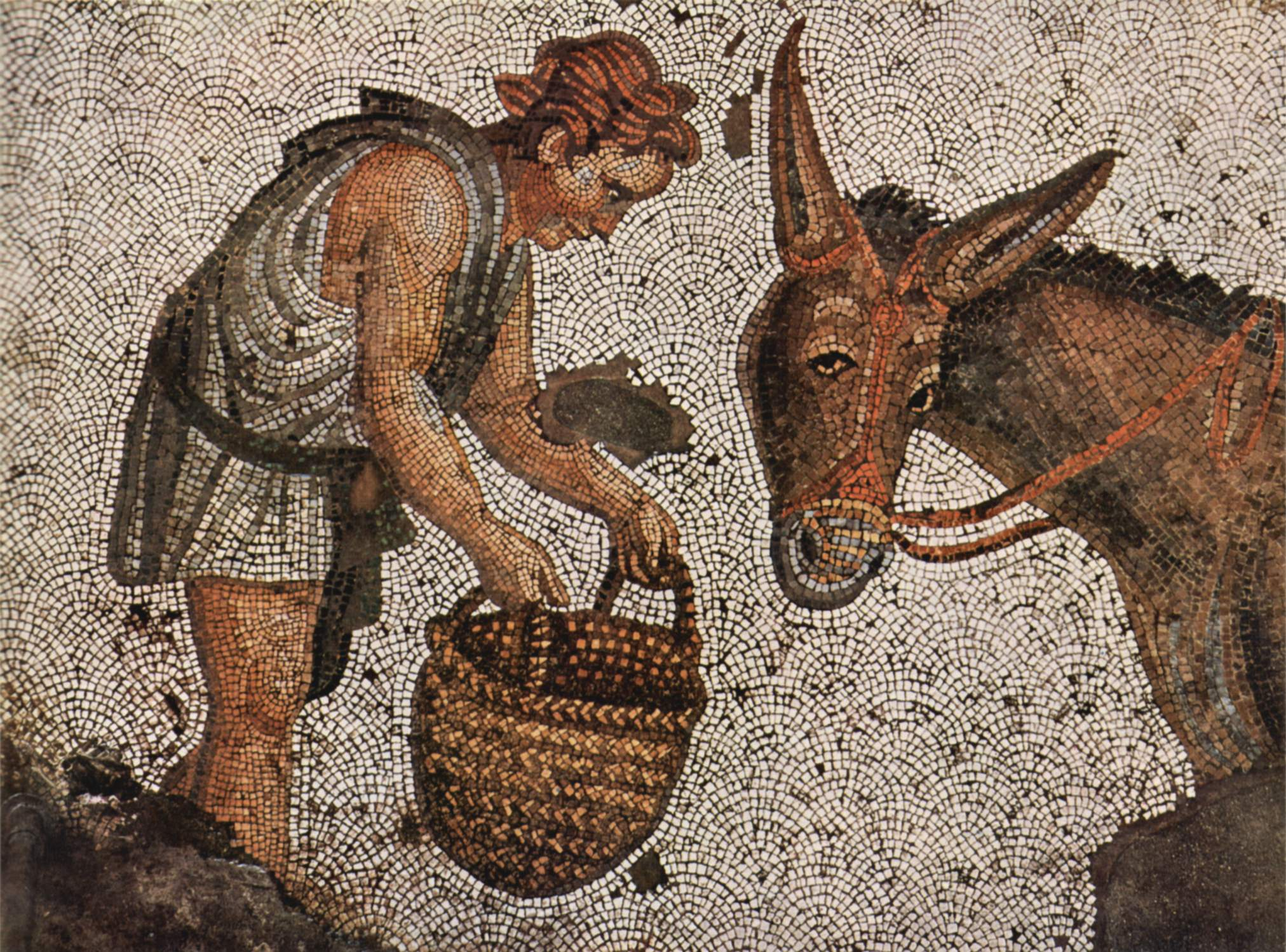
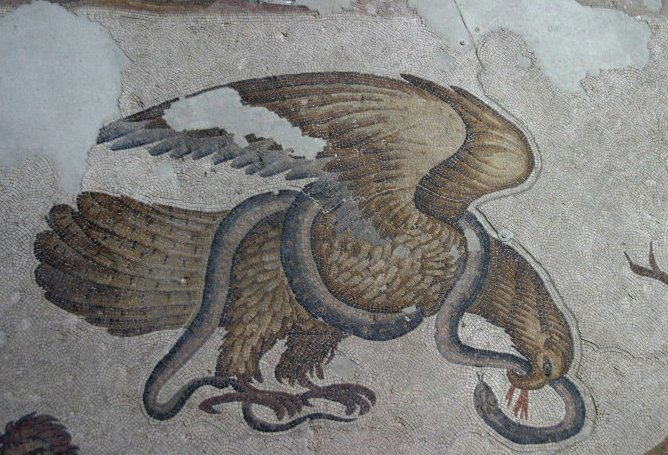
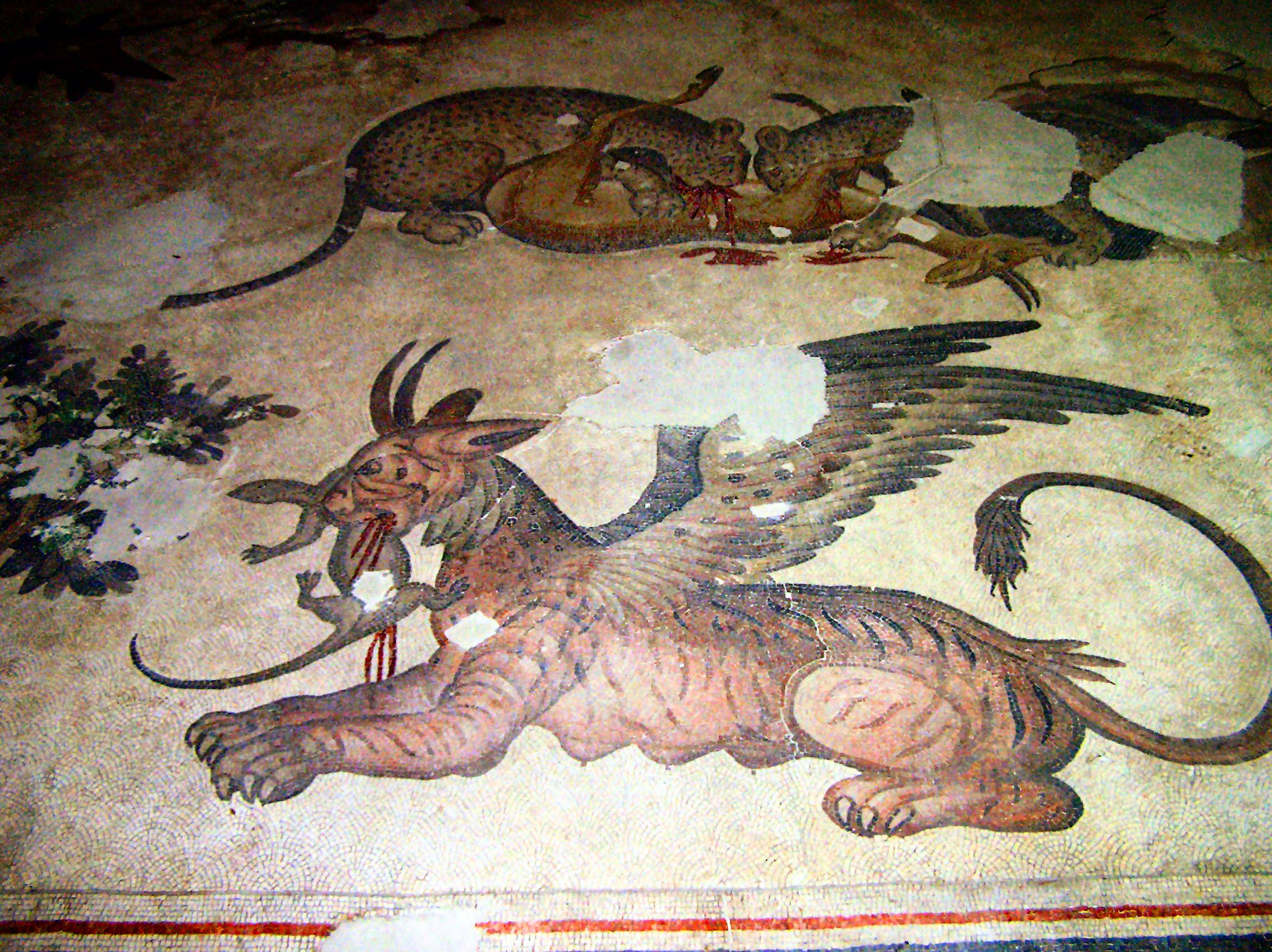